# 폴 해링턴
폴 해링턴(Paul Harrington, 1960년 ~ )은 아일랜드의 가수이다. 유로비전 송 콘테스트 1994에서 찰리 맥게티건과 함께 아일랜드 대표로 참가여 우승을 차지했다.